# S/MIME
S/MIME (Secure/Multipurpose Internet Mail Extensions) est une norme de cryptographie et de signature numérique de courriels encapsulés au format MIME. Elle assure l'intégrité, l'authentification, la non-répudiation et la confidentialité des données.

## Fonctionnement
MIME est un standard Internet qui n'offre aucune notion de sécurité, c'est pourquoi les développeurs chez RSA Security ont créé S/MIME. Tout comme MIME, S/MIME a comme tâche de vérifier le contenu des en-têtes insérés au début de chacun des courriels. Par contre, au lieu de déterminer quel type d'application utiliser pour ouvrir tel fichier, S/MIME inspecte les en-têtes et détermine comment le chiffrement et les signatures numériques doivent être traités.

### Normes
S/MIME est un standard qui s'appuie sur les certificats numériques X.509 pour signer et chiffrer des courriels. X.509 est la norme utilisée pour définir ce qu'est un certificat numérique dans le cadre d'une infrastructure à clés publiques (PKI). Dans cette infrastructure, les autorités de certification (CA) garantissent que les certificats décrivent bien la bonne entité. L'autorité de certification peut émettre un certificat numérique pour plusieurs raisons mais elle doit assigner au certificat une utilisation précise. Les règles qui indiquent la manière exacte d'utiliser un certificat sont appelées politique de certification. 
Les messages eux-mêmes sont chiffrés en utilisant la cryptographie symétrique et une clé publique est utilisée pour l'échange de clés et pour les signatures numériques. S/MIME peut être utilisé avec différents algorithmes symétriques :
- DES (Data Encryption Standard) ;
- 3DES (Triple DES) ;
- RC2 (Ron's Code 2) ;
- AES (Advanced Encryption Standard).

### Exemple de signature S/MIME
```
MIME-Version: 1.0
Content-Type: multipart/signed; protocol="application/x-pkcs7-signature"; micalg=sha1;
boundary="----D7B623C746311F5D683A038DC482F307"

This is an S/MIME signed message

------D7B623C746311F5D683A038DC482F307
Content-Type: text/plain

Ceci est le texte d'origine qui est signé.
------D7B623C746311F5D683A038DC482F307
Content-Type: application/x-pkcs7-signature;
name="smime.p7s"
Content-Transfer-Encoding: base64
Content-Disposition: attachment;
filename="smime.p7s"

MIIGgQYJKoZIhvcNAQcCoIIGcjCCBm4CAQExCzAJBgUrDgMCGgUAMAsGCSqGSIb3
DQEHAaCCA7wwggO4MIICoKADAgECAgEMMA0GCSqGSIb3DQEBBAUAMIGrMQswCQYD
VQQGEwJGUjEPMA0GA1UECBMGRlJBTkNFMQ4wDAYDVQQHEwVQQVJJUzEZMBcGA1UE
ChMQVEhFIFNJR05BVFVSRSBDQTEaMBgGA1UECxMRU2lnbmF0dXJlIFNlcnZpY2Ux
HDAaBgNVBAMTE1NpZ25hdHVyZSBBdXRob3JpdHkxJjAkBgkqhkiG9w0BCQEWF2F1
dGhvcml0eUBzaWduYXR1cmUub3JnMB4XDTAzMDcxNzE1Mjc0MVoXDTEzMDcxNDE1
Mjc0MVowQTEcMBoGA1UEAxMTTmljb2xhcyBHSUJFUlQgTUlNRTEhMB8GCSqGSIb3
DQEJARYSbmdpYmVydEBreXJpYmEuY29tMIIBIjANBgkqhkiG9w0BAQEFAAOCAQ8A
MIIBCgKCAQEA4etdKeyVBAL9nhlqLyf0Qynrc0PxbdVUS8GR4KXk8otrfOgphO90
CK4lWdpBZTVGkWI4lWDV43dlDUlI25a018qmfPCINg1FGXF+1Dhq+Zt2GCT5FF0r
os3Vn97EkM5u7pKHFWcGzMXXGExc/vIO2N0/5f+4tR5LTVvBoJKgmyXPHCRHNo6R
wzLuZCWkmsJsi1PlGfbwST2bVkWTpChklVzSHrrtiyKB5Xv3T6ZGB/Cc/yQVmbl2
X67pRFScxUZox5dGMIKwRPL4pTuYmpuCx8SnedS2IfEKgvHlSUPrNKEItPUudWga
5hkDQQEQs7Lr7VhJwBscLpk1MZshJJOhaQIDAQABo1AwTjAdBgNVHREEFjAUgRJu
Z2liZXJ0QGt5cmliYS5jb20wDAYDVR0TAQH/BAIwADAfBgNVHSMEGDAWgBSGbA6p
h5FKdbywujPMeW17sEFuVTANBgkqhkiG9w0BAQQFAAOCAQEASyTJnfbBkpqm33pL
l1GiI4NSXn1ZMk2vhLEnetsqyYz/Crt2dKP4nP5PG+fm19inBNCfdiAM2B3ucGOo
BPAl4LE1Hl4SgbxLB2DRfsHlxUel1qbJxr4fGxsbfUo45PF47YuVvJSqYOXL5cLd
jgspXO/+y+WiUj7HxBmoJ33d/zczSwkuLq8JtFa7/gGQWCdAn+zvh8r7bL8ZXmkQ
bZXPb3FQoVffNFtVOIYffT6JKASfbQ6xg5/aRYOBVFnD6WkGdz2WrUF4Azwb9Zg+
F3zzTEHTzQYL4gQ5wfE0iU9IYktqJPUHh8zj21shI9QeBsPlgj6Mr9Hgut4/5Ruy
uicJAjGCAo0wggKJAgEBMIGxMIGrMQswCQYDVQQGEwJGUjEPMA0GA1UECBMGRlJB
TkNFMQ4wDAYDVQQHEwVQQVJJUzEZMBcGA1UEChMQVEhFIFNJR05BVFVSRSBDQTEa
MBgGA1UECxMRU2lnbmF0dXJlIFNlcnZpY2UxHDAaBgNVBAMTE1NpZ25hdHVyZSBB
dXRob3JpdHkxJjAkBgkqhkiG9w0BCQEWF2F1dGhvcml0eUBzaWduYXR1cmUub3Jn
AgEMMAkGBSsOAwIaBQCggbEwGAYJKoZIhvcNAQkDMQsGCSqGSIb3DQEHATAcBgkq
hkiG9w0BCQUxDxcNMDQwMjIzMTMyMjE3WjAjBgkqhkiG9w0BCQQxFgQUOL5Urgee
O3uz3U04UlEu49ZZQ+wwUgYJKoZIhvcNAQkPMUUwQzAKBggqhkiG9w0DBzAOBggq
hkiG9w0DAgICAIAwDQYIKoZIhvcNAwICAUAwBwYFKw4DAgcwDQYIKoZIhvcNAwIC
ASgwDQYJKoZIhvcNAQEBBQAEggEAnkWzrt7offEb6lRqACgQYmcH+N76WKcxE2pP
xvTtz2tr/s4pRRA8NS5oYU1g7MeIWzA2VSWLe1aKYZHltAuo2sWSpovK8qLE5BGJ
4/yep7pM7lY475gA0bq/N/2HCu9JqbHx5ylF6HQ2f9A1dNlveo93r5GiBNCTTZd+
PN8oO9MoOs8SpqgnOkS0DQnEL+H393L3I+MIQ7x+CBkZaIgbVa4nmQe0r3kOqqSn
rDL4HBQO1XEZtlBTMUbRgSofdzSsWQk3TpnmJuorl2ckYHjPk72cHJojsmcj3Uu3
QiRq7EOYy+BtYpR7fRM9zoYl8Y5VscvHC1TlfJhygIVIs1VsPQ==

------D7B623C746311F5D683A038DC482F307--

```

## Liste des RFC relatives à S/MIME
- (en) RFC 5750 : S/MIME Version 3.2 – Certificate Handling
- (en) RFC 5751 : S/MIME Version 3.2 – Message Specification
- (en) RFC 2634 : Enhanced Security Services for S/MIME